# Tour du Finistère 2021
Il Tour du Finistère 2021, trentacinquesima edizione della corsa, valevole come evento dell'UCI Europe Tour 2021 categoria 1.1 e come quinto della Coppa di Francia 2021, si svolse il 22 maggio 2021 su un percorso di 196,3 km, con partenza da Saint-Évarzec e arrivo a Quimper, in Francia. La vittoria fu appannaggio del francese Benoît Cosnefroy, il quale completò il percorso in 4h58'43", alla media di 39,429 km/h, precedendo il belga Sean De Bie ed il norvegese Rasmus Tiller.
Sul traguardo di Quimper 77 ciclisti, su 92 partiti da Saint-Évarzec, portarono a termine la competizione.

## Squadre e corridori partecipanti
| N.    | Cod. | Squadra                  |
| ----- | ---- | ------------------------ |
| 1-7   | TDE  | Total Direct Énergie     |
| 11-17 | IWG  | Intermarché-Wanty-Gobert |
| 21-27 | ACT  | AG2R Citroën Team        |
| 31-37 | GFC  | Groupama-FDJ             |
| 41-47 | RLY  | Rally Cycling            |
| 51-57 | ARK  | Team Arkéa-Samsic        |
| 61-67 | COF  | Cofidis                  |

| N.      | Cod. | Squadra                         |
| ------- | ---- | ------------------------------- |
| 71-77   | BBK  | B&B Hotels                      |
| 81-87   | BWB  | Bingoal Pauwels Sauces WB       |
| 91-97   | UXT  | Uno-X Pro Cycling Team          |
| 101-107 | DKO  | Delko                           |
| 111-117 | AUB  | St Michel-Auber 93              |
| 121-127 | XRL  | Xelliss-Roubaix Lille Métropole |
| 131-137 | TIC  | Tarteletto-Isorex               |

## Ordine d'arrivo (Top 10)
| Pos. | Corridore           | Squadra     | Tempo    |
| ---- | ------------------- | ----------- | -------- |
| 1    | Benoît Cosnefroy    | AG2R        | 4h58'43" |
| 2    | Sean De Bie         | Bingoal     | s.t.     |
| 3    | Rasmus Tiller       | Uno-X       | s.t.     |
| 4    | Alexis Vuillermoz   | Total       | s.t.     |
| 5    | Baptiste Planckaert | Intermarché | s.t.     |
| 6    | Julien Simon        | Total       | s.t.     |
| 7    | Romain Hardy        | Arkéa       | s.t.     |
| 8    | Jonathan Hivert     | B&B Hotels  | s.t.     |
| 9    | Cyril Barthe        | B&B Hotels  | s.t.     |
| 10   | Damien Touzé        | AG2R        | s.t.     |